# Bergama
Bergama és una ciutat i un districte de la província d'Esmirna a Turquia coneguda pel seu cotó, tabac, raïm, olives i belles catifes.
Exclosa l'àrea metropolitana d'Esmirna, és un dels districtes més prominents de la província, en termes de població i està extensament urbanitzat, en un percentatge del 53.6 per cent. El centre de Tire es troba a una distància de 73 km des del tradicional punt de sortida d'Esmirna (la Plaça de Konak a Konak) i està a una distància de 27 km terra endins de la població costanera més propera (Dikili a l'oest) El districte de Bergama limita amb tres districtes de la província de Balıkesir al nord, anomenats Ayvalık, Burhaniye i İvrindi, a l'est amb el districte de Kınık de la província d'Esmirna i el districte de Soma de la província de Manisa, mentre que al sud limita amb el districte central de Manisa i dos districtes més d'Esmirna al llarg de la costa, que són Aliağa i Dikili de sud a oest. Les característiques físiques de la zona venen determinades per la plana al·luvial del riu Bakır Çay

## Història

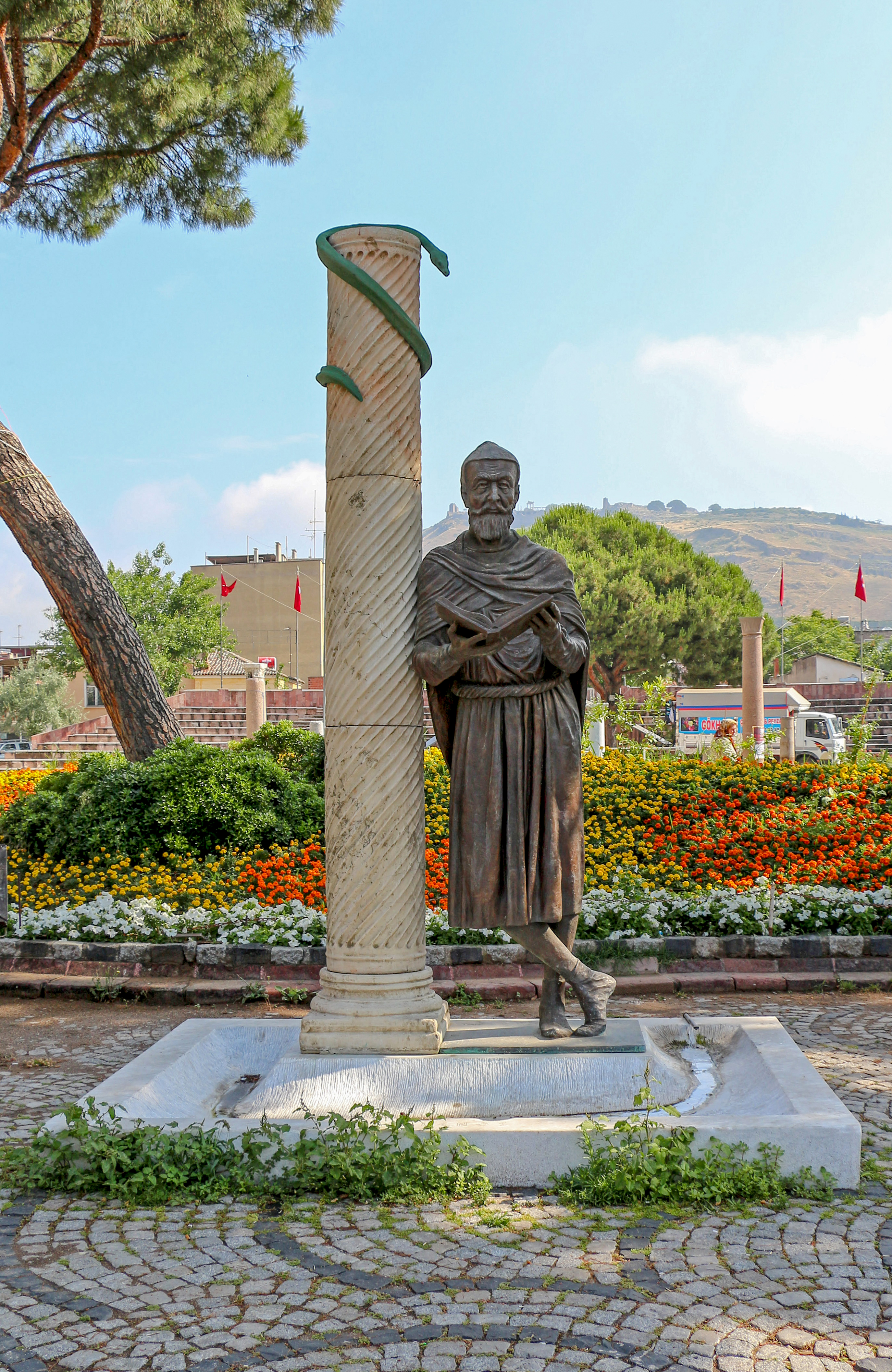
Estàtua de Galè de Pèrgam.

Per a la seva història antiga, vegeu Regne de Pèrgam i Pèrgam
Un cop van haver emigrat els turcs a Anatòlia, formà part del Beylik de Karesi-oğlu. Els otomans del sultà Orhan s'annexionaren la ciutat i la van convertir en un kaza del sandjak de Khudawendigar (Bursa) a l'eyalat d'Anatòlia; posteriorment fou sandjak d'Esmirna al vilayat d'Aydın. Entre els anys 1919 a 1923, Bergama va ser ocupada per l'exèrcit grec. Després de l'intercanvi de poblacions entre Grècia i Turquia fixat pel Tractat de Lausana, la ciutat perdé els seus habitants grecs, i en rebé de turcs, desplaçats des de Grècia. Als anys 1950 la ciutat tenia un total de 16.500 habitants.